# 1041 Asta

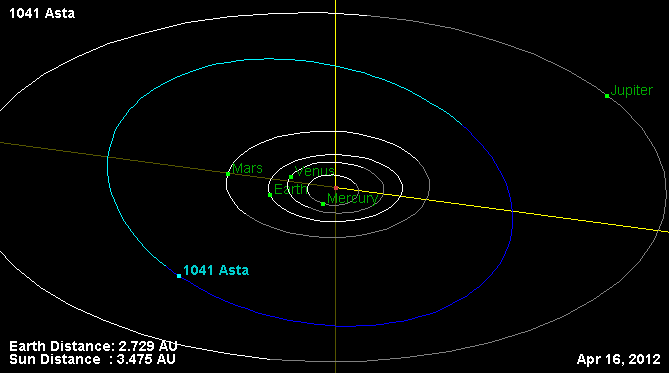
L'orbita di 1041 Asta

1041 Asta è un asteroide della fascia principale del diametro medio di circa 57,27 km. Scoperto nel 1925, presenta un'orbita caratterizzata da un semiasse maggiore pari a 3,0801060 UA e da un'eccentricità di 0,1395183, inclinata di 13,90814° rispetto all'eclittica.
Il suo nome è in onore dell'attrice danese Asta Nielsen.